# Ди Фабио, Альберто
Альбе́рто Ди Фа́био (итал. Alberto Di Fabio, 1966, Авеццано) — современный итальянский художник.

## Биография и творчество
Альберто Ди Фабио родился в 1966 году в Авеццано, учился в Academia delle Belle Arti в Риме, живёт и работает в Риме.
Живопись и графика Ди Фабио соединяют миры искусства и науки, изображая естественные формы и биологические структуры в ярких цветах и с воображаемыми деталями. Художник расширил ряд абстрактных образов, связанных с миром природы, от ранних работ, посвященных структурам флоры и фауны, до посвященных экологическим и астральным системам. Поздние картины Ди Фабио были сосредоточены на генетике и ДНК, синаптических рецепторах мозга, переместив его работу в области фармацевтических и медицинских исследований.
Ди Фабио создает абстрактные картины, наслаивая образы из научных и медицинских источников, а также собственного воображения, расширяя данные и добавляя детали.

## Персональные выставки
| - 2009 Path of Light, Steinle Contemporary, Helga Steinle & Eva Kraus GbR, Мюнхен - 2007 Vortices, Gagosian Gallery, Лондон - 2007 INSOMNIA, Galleria Pack, Милан | - 2004 Gagosian Gallery, Беверли Хиллз - 2002 Gagosian Gallery, Лондон - 2001 Galerie Jan Wagner, Берлин - 1997 Magazin4, Bregenzer Kunstverein, Брегенц |  |